# Thomas Cech
Thomas Robert Cech sinh ngày 8.12.1947 ở Chicago, Hoa Kỳ là một nhà hóa học người Mỹ đã đoạt giải Nobel Hóa học năm 1989.

## Tiểu sử
Cech lớn lên ở thành phố Iowa, Iowa. Năm 1966, ông vào học ở Grinnell College và đậu bằng cử nhân năm 1970. Năm 1975, Cech đậu bằng tiến sĩ hóa học ở Đại học California tại Berkeley. Cùng năm, ông vào nghiên cứu hậu tiến sĩ ở Học viện Công nghệ Massachusetts. Năm 1978, ông được bổ nhiệm làm giảng viên môn hóa học và hóa sinh ở Đại học Colorado, và nay ông là giáo sư xuất sắc của Phân khoa Hóa học và Hóa sinh. Năm 2000, Dr. Cech kế vị Purnell Choppin làm chủ tịch Viện Y học Howard Hughes ở Maryland. Ông cũng tiếp tục đứng đầu phòng thí nghiệm hóa sinh nổi tiếng thế giới của mình ở Đại học Colorado, Boulder. Ngày 1.4.2008, Dr Cech tuyên bố ông sẽ thôi giữ chức chủ tịch Viện Y học Howard Hughes để trở lại giảng dạy và nghiên cứu từ mùa xuân năm 2009.
Tháng 12 năm 2006 có tin đồn rằng ông là một trong số các ứng viên được coi như sẽ làm chủ tịch của Đại học Harvard.

## Lãnh vực nghiên cứu
Lãnh vực nghiên cứu chính của Thomas Cech là quá trình phiên mã trong nhân tế bào. Ông nghiên cứu cách mà mã di truyền của DNA được sao lại ở RNA. Trong thập niên 1970, Dr. Cech đã nghiên cứu splicing của RNA trong sinh vật đơn bào Tetrahymena thermophila khi ông phát hiện ra là một phân tử RNA không gia công có thể tự splice. Năm 1982, Dr. Cech trở thành người đầu tiên chỉ ra rằng các phân tử RNA không giới hạn để thành các phân tử mang thông tin di truyền cách thụ động – chúng có thể có các chức năng xúc tác và có thể tham gia vào các phản ứng của tế bào. Các phản ứng xử lý RNA và việc tổng hợp protein ở các ribosome đặc biệt được xúc tác bởi RNA. Các enzyme RNA được biết đến như các ribozyme và đã cung cấp một công cụ mới cho công nghệ di truyền. Chúng cũng có tiềm năng để cung cấp các tác nhân chữa bệnh mới – ví dụ, chúng có khả năng phá hủy và tách các RNA của virus xâm lấn.
Thomas Cech cũng có lãnh vực nghiên cứu thứ hai rất khác lãnh vực trước – đó là lãnh vực cấu trúc và chức năng của các telomere, các đầu cuối tự nhiên của các chromosome đồng tuyến. Ông và nhóm nghiên cứu của ông tập chú vào việc tập hợp, cơ cấu và chức năng của telomerase, enzyme đã sao chép các chuỗi telomere. Các đơn vị nhỏ (subunits) protein active site của telomerase bao gồm một lớp mới các reverse transcriptase, các enzyme mà trước kia được cho là giới hạn cho các virus và các yếu tố có thể đổi chỗ. Telomerase là một enzyme quan trọng trong các thuật ngữ y sinh học là do sự kiện nó được kích hoạt trong 90% các bệnh ung thư của người. Vì vậy, người ta rất mong tìm kiếm một thứ thuốc có thể ngăn chặn sự kích hoạt của nó, để dùng như một liệu pháp hóa trị bệnh ung thư.

## Các giải thưởng
Dr. Cech đã gặt hái nhiều phần thưởng cho công trình nghiên cứu của mình như:
- chức giáo sư suốt đời của Hội Ung thư Hoa Kỳ (1987)
- Giải Passano (1984)
- Giải Sinh học phân tử của Viện hàn lâm Khoa học quốc gia Hoa Kỳ (1987)
- Giải Louisa Gross Horwitz của Đại học Columbia(1988)
- Giải Heineken của Viện Hàn lâm Khoa học Hoàng gia Hà Lan (1988)
- Giải Albert Lasker cho nghiên cứu Y học cơ bản (1988)
- Giải quốc tế Quỹ Gairdner (1988)
- Giải Nobel Hóa học (1989) (chung với Sidney Altman)
- Giải thưởng Nhà nước về Khoa học, Hoa Kỳ (1995).

Năm 1987, Dr. Cech được bầu và Viện hàn lâm Khoa học quốc gia Hoa Kỳ và năm 1988 được bầu vào Viện hàn lâm Khoa học và Nghệ thuật Hoa Kỳ.